# Jalore
Jalore é uma cidade da Rajastão na Índia. Em 2001 possuía 44 830 habitantes.